# Zelotes zhengi
Zelotes zhengi är en spindelart som beskrevs av Norman I. Platnick och Song 1986. Zelotes zhengi ingår i släktet Zelotes och familjen plattbuksspindlar. Inga underarter finns listade.